# Aurelio Novarini
Aurelio Novarini (falecido em setembro de 1606) foi um prelado católico romano que serviu como arcebispo de San Marco (1602–1606) e arcebispo de Dubrovnik (1591–1602).

## Biografia
Aurélio Novarini foi ordenado sacerdote na Ordem dos Frades Menores Conventuais. No dia 31 de julho de 1591, foi nomeado durante o papado de Gregório XIV como Arcebispo de Dubrovnik. A 4 de agosto de 1591, foi consagrado bispo por Girolamo Bernerio, bispo de Ascoli Piceno, com Paolo Alberi, arcebispo emérito de Dubrovnik, e Leonard Abel, bispo titular de Sídon, servindo como co-consagradores. No dia 1 de julho de 1602, foi nomeado Arcebispo de San Marco durante o papado de Clemente VIII, onde serviu como bispo até à sua morte em setembro de 1606.
Enquanto bispo, foi o principal co-consagrador de Lorenzo Prezzato, bispo de Chioggia (1601); Paolo Isaresi della Mirandola, Bispo de Squillace (1601); e Eustache Fontana, bispo de Andros (1602).